# جيسي فيرغسون
جيسي فيرغسون (بالإنجليزية: Jesse Ferguson) مواليد 20 مارس 1957، هو ملاكم أمريكي سابق صنّف ضمن فئة الوزن الثقيل.

## إحصائيات
خاض خلال مسيرته 44 نزالا، فاز في 26 ولم يتعادل وخسر في 18. فاز بالضربة القاضية في 16 نزالا.

## روابط خارجية
- جيسي فيرغسون على موقع بوكس ريك (الإنجليزية) (registration required)